# Chikushino (Fukuoka)
Chikushino (筑紫野市 Chikushino-shi?) es una ciudad situada en la prefectura de Fukuoka, Japón. Tiene una población estimada, a fines de agosto de 2023, de 106 589 habitantes.
La superficie total es de 87.73 km².
La ciudad fue fundada el 1 de abril de 1972.